# Kabufuda

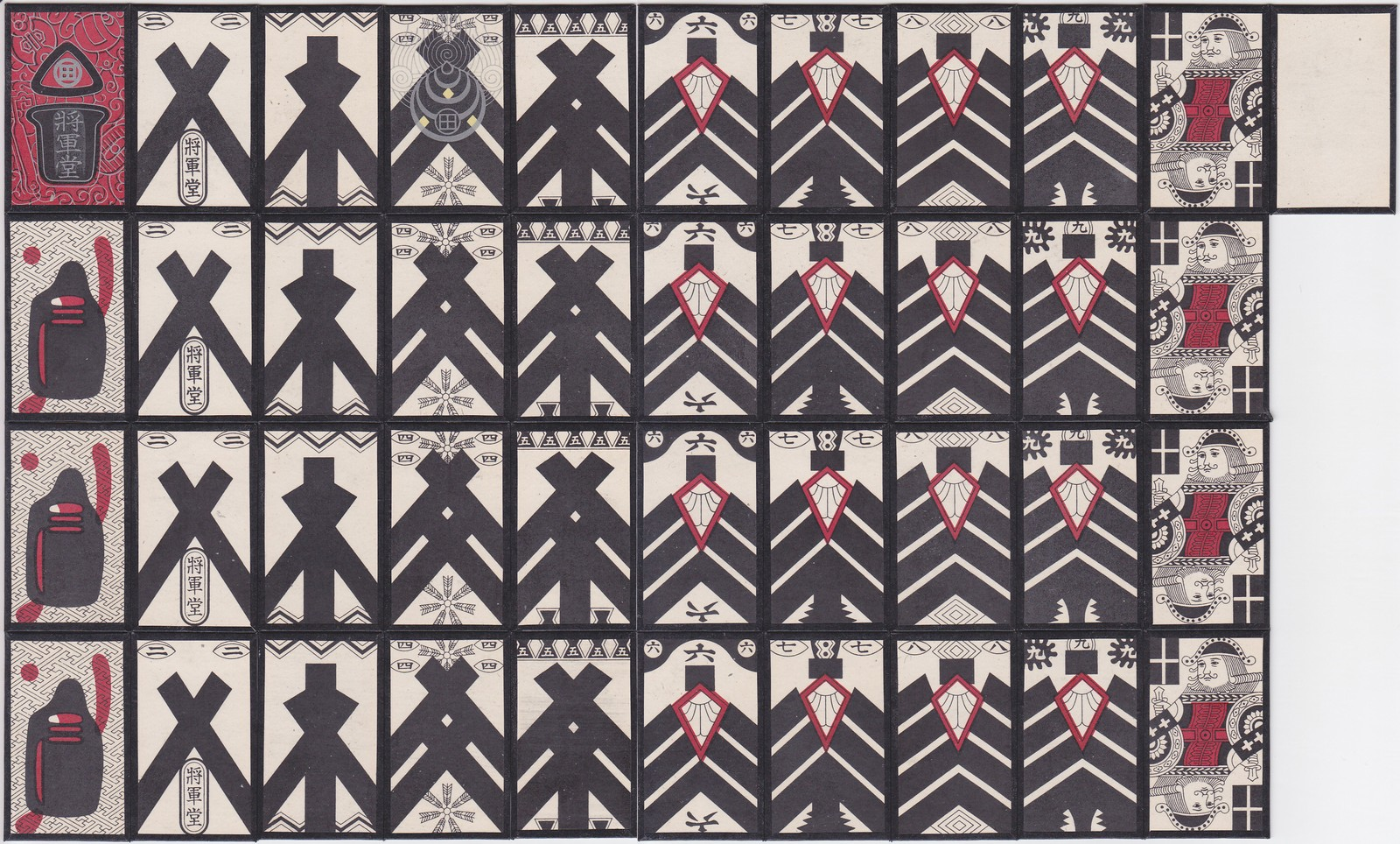
Ensemble de cartes de kabufuda

Le jeu de cartes kabufuda (株札, lit. « souche cartes ») est un type particulier de cartes à jouer japonais. C'est un des nombreux jeux de cartes régionaux inspirés des jeux de cartes portugais du XVIe siècle. Il est devenu populaire au Japon, après que le shogunat Tokugawa eut interdit l'importation des jeux originaux européens. Les cartes de kabufuda  sont plus petites que celles utilisées en Occident.
Un paquet contient 40 cartes, avec des cartes ayant des numéros de 1 à 10. Il y a quatre cartes pour chaque nombre.
On utilise ces cartes dans des jeux tels qu'oicho-kabu. L'objectif de tous les jeux de kabufuda est d'obtenir un total qui se rapproche le plus de neuf.

## Jeux
Ces cartes peuvent être utilisées pour jouer à différents jeux :
- Oicho-kabu : le baccara japonais
- Kyo-kabu : variante de oicho-kabu
- Hiki-kabu : le blackjack japonais
- Kingo : ce n'est pas un jeu de kabu, mais possède un mode de jeu similaire